# Konstantín Sakàiev
Konstantín Sakàiev (nascut el 13 d'abril de 1974 a Sant Petersburg, al si d'una família d'origen tàtar), és un jugador i escriptor d'escacs rus, que té el títol de Gran Mestre des de 1992. Sakàiev forma part del personal de l'Escola de Grans Mestres de Sant Petersburg, i ha estat assistent de Vladímir Kràmnik i de Nana Ioseliani en les seves preparacions per als matxs de candidats del Campionat del món.
A la llista d'Elo de la FIDE del desembre de 2021, hi tenia un Elo de 2603 punts, cosa que en feia el jugador número 39 (en actiu) de Rússia. El seu màxim Elo va ser de 2677 punts, a la llista de gener de 2005 (posició 29 al rànquing mundial).
|  |

## Resultats destacats en competició
- Campió del món sub-16 - 1990[6]
- Campió juvenil de l'URSS - 1990
- Campió del món sub-18 - 1992[2][6]
- Campió de Rússia - 1999[1][3]
- El 2004 participà en el II Matx Rússia-Xina, a Moscou, com a primer tauler de l'equip rus, i hi feu 3/6 punts.[7]
- Campió olímpic amb l'equip rus - 1998 i 2000[3]
- 16è a la Copa del Món de 2005.[8]
- Empatat al primer lloc —amb sis altres jugadors— al Campionat d'Europa individual a Dresden 2007, però fou Vladislav Tkatxov qui va guanyar el desempat.[9]
- Empatat als llocs 2n-7è amb Aleksei Dréiev, Ivan Sokolov, Vladímir Fedosséiev, Dmitri Andreikin i Oleksandr Aresxenko al Memorial Txigorin de 2010 (el campió fou Eltaj Safarli).[10][11]

## Obres
- Expert's Guide to the 7.Bc4 Gruenfeld ISBN 9789548782487
- Latest Trends in the Semi Slav: Anti-meran (conjuntament amb Semko Semkov) ISBN 9789548782425
- How to Get the Edge Against the Gruenfeld ISBN 9789548782357